# Marek Mucha
Marek Mucha (ur. 25 lutego 2001) – polski lekkoatleta specjalizujący się w rzucie oszczepem
W 2018 roku, używając oszczepu o wadze 700 gramów, został mistrzem Europy juniorów młodszych. Bez sukcesów startował w igrzyskach olimpijskich młodzieży (2018) oraz mistrzostwach Europy U20 (2019).
Medalista mistrzostw Polski U20 oraz olimpiady młodzieży. 
Rekordy życiowe: oszczep seniorski o wadze 800 gramów – 71,57 (4 lipca 2019, Racibórz); oszczep o wadze 700 gramów – 80,01 (7 lipca 2018, Győr). 

## Osiągnięcia
| Rok  | Impreza                        | Miejsce      | Pozycja     | Wynik          |
| ---- | ------------------------------ | ------------ | ----------- | -------------- |
| 2018 | Mistrzostwa Europy U18         | Győr         | 1. miejsce  | 80,01 (700 g.) |
| 2018 | Igrzyska olimpijskie młodzieży | Buenos Aires | 16. miejsce | 63,59 (700 g.) |
| 2019 | Mistrzostwa Europy U20         | Borås        | 12. miejsce | 64.38          |